# Regierungsbezirk Detmold
Detmold is een van vijf Regierungsbezirke (regio's) van Noordrijn-Westfalen, een deelstaat van Duitsland. Genoemd naar de hoofdplaats Detmold.
| Kreise                                                               | Kreisfreie Städte |
| -------------------------------------------------------------------- | ----------------- |
| - Gütersloh - Herford - Höxter - Lippe - Minden-Lübbecke - Paderborn | - Bielefeld       |

## Geschiedenis
Dit Regierungsbezirk heeft een dubbele geschiedenis: het is gevormd door het samengaan van het vroegere Regierungsbezirk Minden en de Freistaat Lippe in 1947.
De oprichting van het Regierungbezirk Minden gaat terug op de „Preußische Verordnung über die verbesserte Einrichtung der Provinzialbehörden“ van 30 april 1815. Na het Congres van Wenen werden de Pruisissche regering en bestuurlijke organisatie nieuw ingericht, en werden de provincies in 28 Regierungsbezirke opgedeeld. Minden was een van deze bezirke. Net als in de andere Bezirke nam de 'regering' in Minden op 22 april 1816 haar activiteiten op.
Het gebied van het actuele district Lippe vormde toen de zelfstandige Freistaat Lippe, behoorde niet tot Pruisen, en dus ook niet tot het Regierungsbezirk Minden.
Nadat het Britse militaire bestuur Lippe ertoe dwong zich hetzij bij Noordrijn-Westfalen, hetzij bij Nedersaksen, aan te sluiten, koos Lippe, na onderhandelingen, voor een samengaan met Noordrijn-Westfalen. De samenvoeging werd van kracht op 21 januari 1947. Onderdeel van de overeenkomst (de zogenoemde Lippische Punktationen) tussen Noordrijn-Westfalen en de Freistaat Lippe was het samengaan van de territoria van het toenmalige Regierungsbezirk Minden en van het land Lippe, met de verplaatsing van de zetel van de Bezirksregierung van Minden naar Detmold, de hoofdstad van Lippe. Als gevolg hiervan werd op 1 april 1947 het nieuwe Regierungsbezirk Minden-Lippe gevormd, dat op 2 juni van hetzelfde jaar in "Regierungsbezirk Detmold" hernoemd werd.